# Dora Melegari
Pour les articles homonymes, voir Melegari.
Dorette Marie Melegari, dite Dora Melegari (née à Lausanne le 27 juin 1849 et morte à Rome le 31 juillet 1924), est une écrivaine et critique littéraire suisse[réf. nécessaire] et italienne. Elle est proposée à deux reprises pour un prix Nobel de littérature.

## Biographie
Dora Melegari naît à Lausanne, en 1849, fille du diplomate italien Luigi Melegari et de la Suissesse Marie Caroline Mandrot,. La famille vit dans une atmosphère favorable au mazzinisme, elle-même traduit en français la correspondance de Mazzini. Son père est catholique progressiste, en faveur de la séparation de l'Église et de l'État, mais également ami du pasteur Alexandre Vinet et favorable au Réveil protestant. Elle-même fréquente à Rome l'église vaudoise de la Via Quattro Novembre. Elle passe une partie de sa vie à Rome, mais séjourne fréquemment en France et en Suisse.
Au début des années 1880, elle publie ses premiers romans. Une partie d’entre eux, dont ceux publiés sous le pseudonyme « Forsan », ont été écrits en sous-main par Octave Mirbeau, selon le spécialiste de cet auteur Pierre Michel,.
L’influence d’Émile Zola dans ces romans est considérable.
En 1887, elle commence à écrire pour la Revue Internationale sous le nom de plume de Thomas Emery ou Forsan. Elle écrit des critiques littéraires et assume progressivement  un rôle de direction au sein du magazine. En 1900, elle publie à Paris son ouvrage le plus connu. Il est traduit en italien sous l'intitulé Il sonno delle anime et publié à Milan en 1903. Melegari y envisage la nature de l'amitié entre les femmes. Melegari est proposée deux fois pour le prix Nobel de littérature, en 1914 puis en 1923.
Elle est lauréate de deux prix de l'Académie française, le prix Jules Favre pour Âmes dormantes en 1903 et le prix Auguste Furtado pour  Mes filles (1911).
Elle meurt à Rome le 31 juillet 1924 et est ensevelie au cimetière anglais de Rome ; sur la pierre tombale figure l’épitaphe « Amò, soffrì, operò » ( « A aimé, souffert, travaillé »).

## Œuvres
- Dans la vieille rue, Ollendorff, Paris, 1880 (écrit par Octave Mirbeau, publié sous le pseudonyme « Forsan »[5])
- Expiation, Calmann-Lévy, Paris, 1881 (soupçonné par Pierre Michel d’être écrit par Octave Mirbeau[6])
- Les Incertitudes de Livia, Ollendorff, Paris, 1881 (soupçonné par Pierre Michel d’être écrit par Octave Mirbeau[6])
- Journal intime de Benjamin Constant et lettres à sa famille et ses amis, Ollendorff, Paris, 1886
- Marthe de Thiennes, Calmann-Lévy, Paris, 1886 (soupconné par Pierre Michel d’être écrit par Octave Mirbeau[6])
- La Duchesse Ghislaine, Paris, 1895 (écrit par Octave Mirbeau, publié sous le pseudonyme « Forsan »[5])
- Kirie Eleison, Paris, 1896
- Il sonno delle anime, Milan, 1903
- La Giovane Italia e la Giovane Europa. Carteggio inedito tra Giuseppe Mazzini e Luigi Amedeo Melegari, 1906
- Chercheurs de sources, Fischbacher, Paris, 1908
- Caterina Spadaro, Milan, 1908
- In cerca di sorgenti, Milan, 1910
- La città del giglio, Milan, 1911
- La piccola damigella Cristine, Milan, 1913
- Artefici di pene e artefici di gioie, Trier, Milan, 1913
- Âmes et Visages des femmes, Paris, 1913
- Les Victorieuses, Paris, 1913
- Amici e nemici, Milan, 1914
- Il destarsi delle anime, Milan, 1915
- La resurrezione di Lazzaro, Rome, 1915